# (7421) Kusaka
Pour les articles homonymes, voir Kusaka.
(7421) Kusaka est un astéroïde de la ceinture principale.

## Description
(7421) Kusaka est un astéroïde de la ceinture principale. Il fut découvert le 30 avril 1992 à Yatsugatake par Yoshio Kushida et Osamu Muramatsu. Il présente une orbite caractérisée par un demi-grand axe de 2,60 UA, une excentricité de 0,20 et une inclinaison de 16,8° par rapport à l'écliptique.

## Compléments